# Wikipedia în coreeană
Wikipedia în coreeană (în coreeană 한국어 위키백과) este versiunea în limba coreeană a Wikipediei, și se află în prezent pe locul 24 în topul Wikipediilor, după numărul de articole. În prezent are peste 280 000 de articole.